# NACS
North American Charging System (NACS)は、電気自動車用充電コネクタ規格の一つ。
テスラによって開発され、2022年11月にオープン標準になり他者も使用可能となった。
現在ではSAE J3400として、SAE Internationalにより規格化されている。
2023年5月から2024年2月の間に、ほぼすべての自動車メーカーが北米の電気自動車にNACS充電ポートを装備することを発表した。

## 仕様
NACSコネクタは、AC充電とDC急速充電の両方をサポートする。
NACSコネクタには500Vと1000Vに対応したものの2種類があり、1000Vのものは500Vの出力にも対応する後方互換性がある。
NACSによって最大電流定格は指定されていない。コネクタの界面の温度が105°Cを超えない限り、大電流が許される。テスラは、900Aを継続的に供給したと主張している。
現在のバージョン3テスラスーパーチャージャーは、最大250 kWの電力を供給できるが、これはNACSコネクタが可能な最大出力ではない。

AC電源を使用すると、NACSシステムは277Vで最大80A（480Vの3相の商用電源に由来する電圧）を供給できる。ただし、一般的な構成では、NACSは240ボルトで最大48アンペア、最大11.5kWの電流を供給する（北米の分割フェーズ電力システムの典型的な住宅電圧）。

## ギャラリー

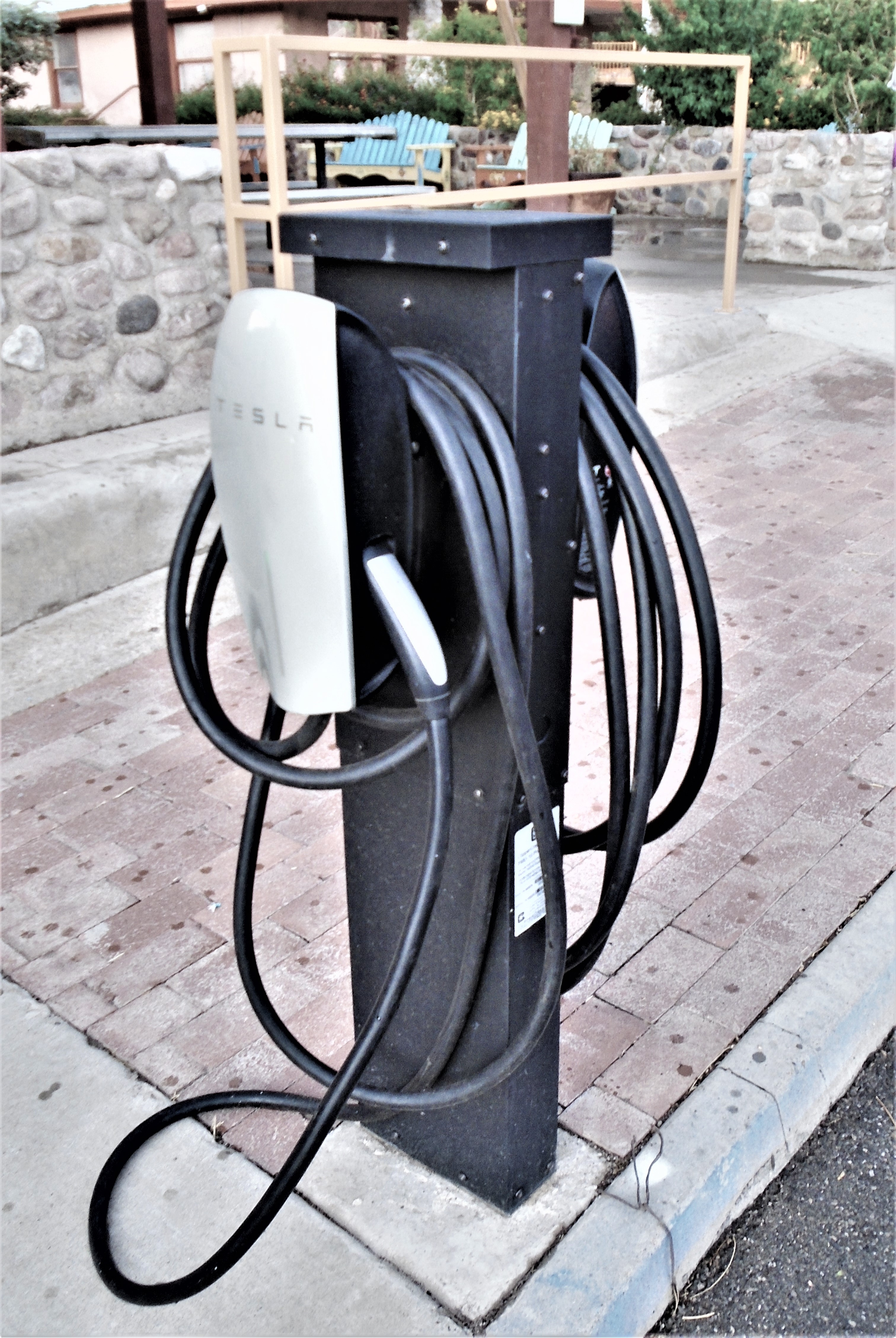
公共 NACS適合交流充電ステーション
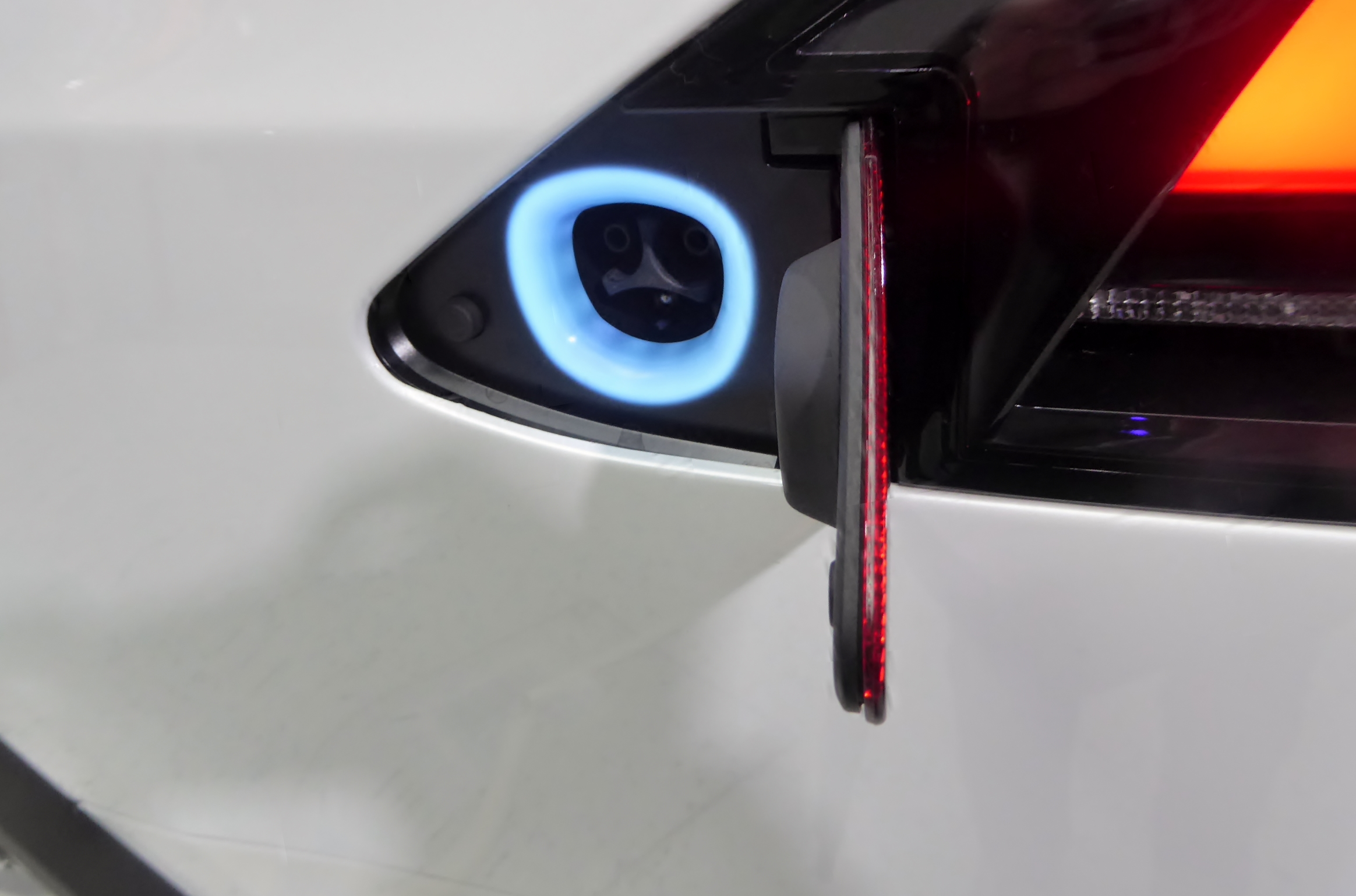
NACSと同様の形状のテスラ充電差込口を備えた車
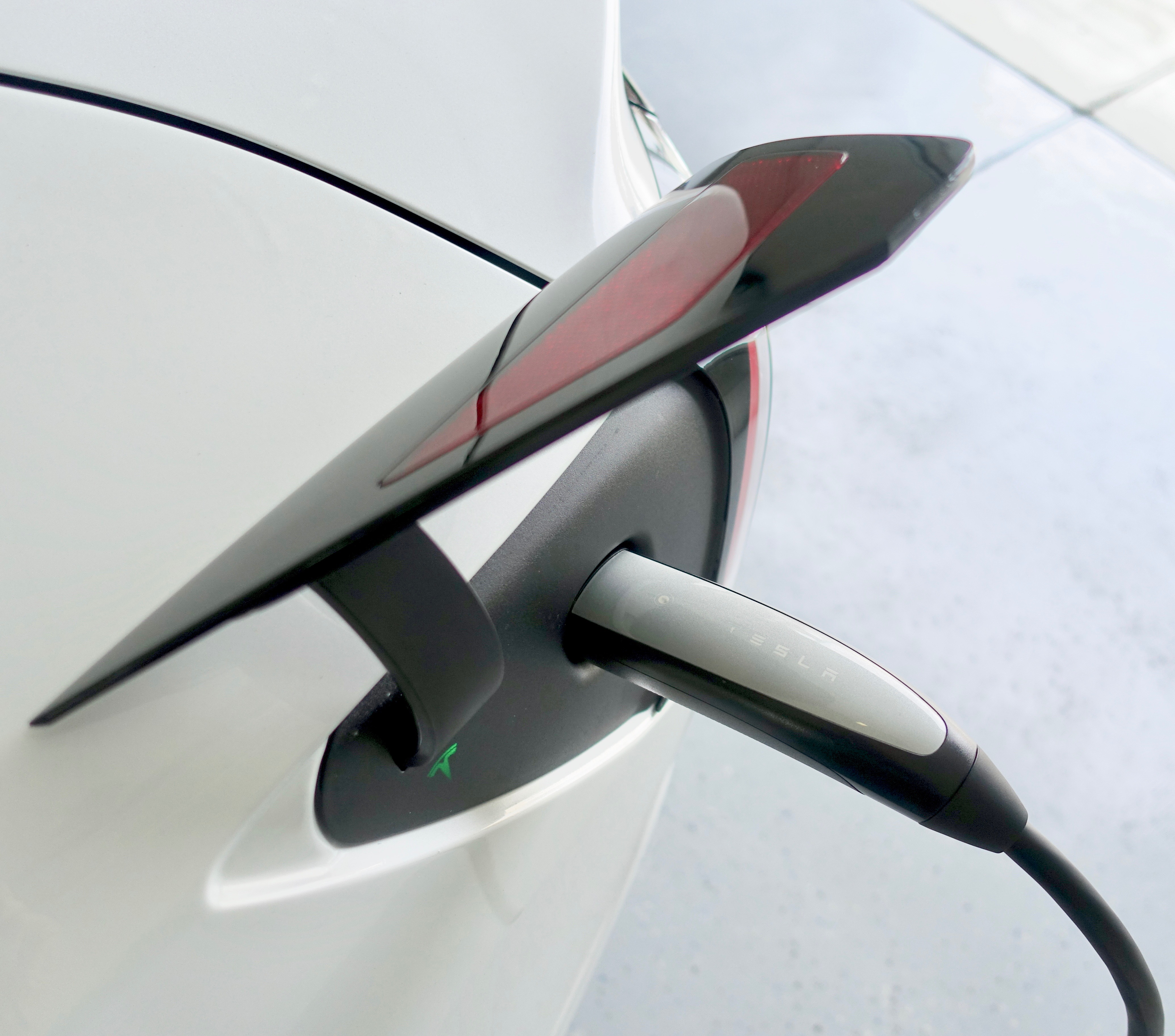
NACS形状の充電ケーブル
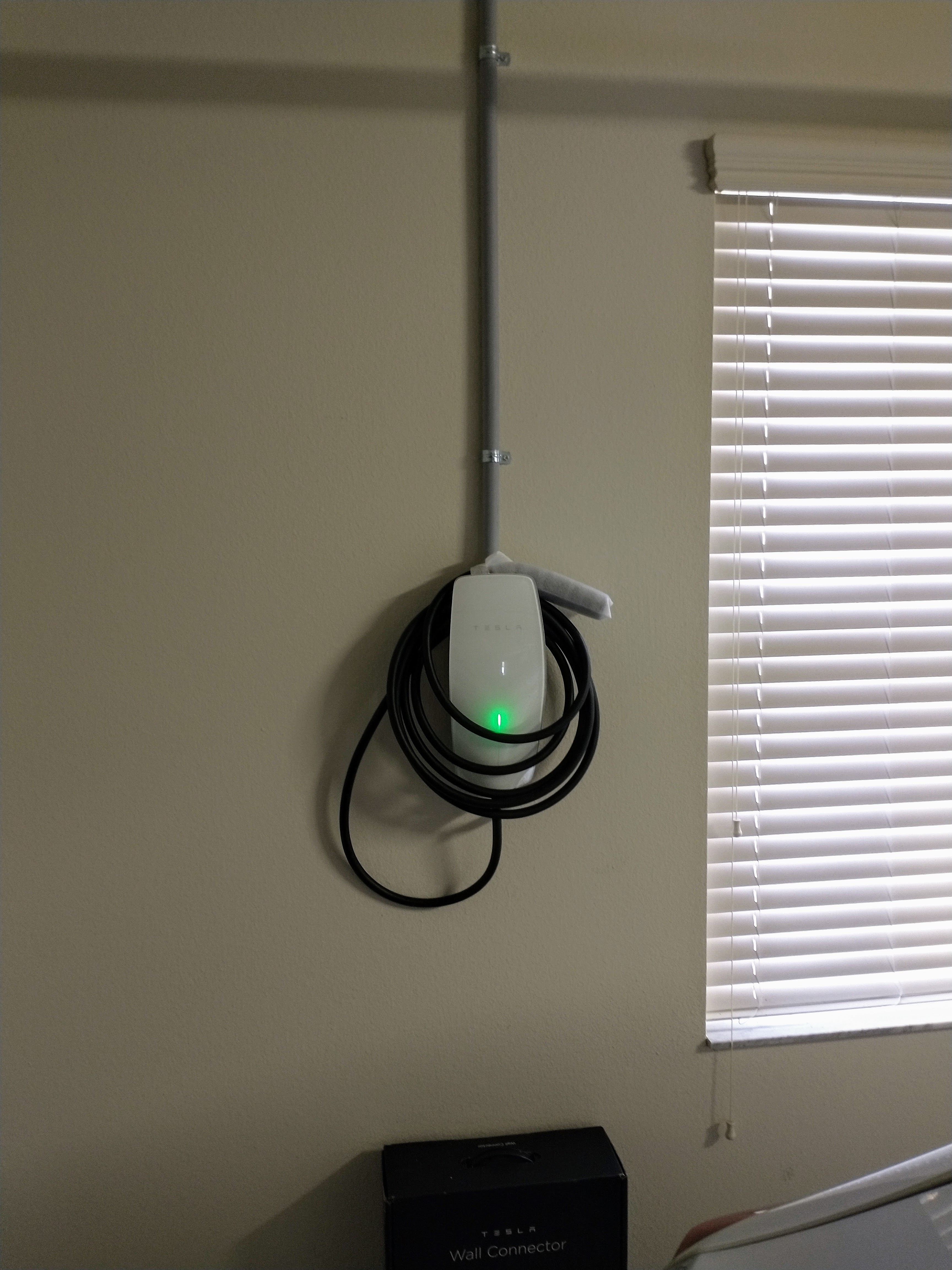
新設されたNACS互換高出力交流ウォールコネクタ